# 李靖飞
李靖飞（1957年10月13日—2022年11月24日），汉族，河北邯郸人，中华人民共和国一级演员。张飞特型演员，表演艺术家。河北省话剧院演员，河北省戏剧家协会会员，河北省影视家协会会员。李靖飞是华人世界流行文化中张飞形象的代表人物，曾经在电视剧中三度饰演张飞角色（《三国演义》、《貂蝉》、《桃园三结义之刘关张传奇》）。

## 生平
李靖飞生于河北，中华人民共和国一级演员，河北省话剧院演员，河北省戏剧家协会会员，河北省影视家协会会员。其代表作有《三国演义》、《貂蝉》与《桃园三结义之刘关张传奇》（三度饰演张飞）。1992年在电视剧《三国演义》中饰演张飞。后于2002年在陈家林执导电视剧《貂蝉》中再度饰演张飞这一角色。但在此之后，并未频繁出演电视剧，更多从事话剧工作。晚年李靖飛因脑梗生活不能自理。
北京时间2022年11月24日晚11时，李靖飞因病逝世，终年65岁。

## 代表作

### 电视剧
- 1986年 《破袭战》 饰演 桩子
- 1989年 《桃园三结义之刘关张传奇》 饰演 张飞
- 1992年 《三国演义》 饰演 张飞
- 1994年 《京九情》
- 1997年 《孙武》 饰演 夫概
- 1999年 《凤阳小子朱元璋》饰演 房子斌
- 2002年 《貂蝉》饰演 张飞
- 2003年 《喋血金三角》
- 2004年 《血色浪漫》饰演 锤子
- 2007年 《商贾将军》饰演 胡大
- 2007年 《洒满阳光的小院》饰演 老桂
- 2008年 《美丽人生》饰演 张大鹏
- 2011年 《香山奇缘》饰演 伯牙豪

### 话剧
- 《美丽人生》 饰 方刚
- 《李大钊》 饰 张作霖

## 社会活动
2016年3月16日，李靖飞来到邯郸市“天使之眼”流动影院公益放映现场，并带来了他参演的影视作品，并通过现场点评、精彩解说，为视障朋友圆“电影梦”。